# Волфа (приток Ведьмы)
Во́лфа — река, левый приток Ведьмы. Течёт по территории Сумской области Украины и Курской области России.
Происхождение названия реки неясно, возможно восходит к «во-лъх».
Пересыхающий исток реки расположен на высоте 160 м над уровнем моря возле урочища Петровский между сёлами Голышевское и Будки в Сумском районе Сумской области. У северной окраины села Бессаловка Волфа пересекает границу Украины с Россией. Впадает в реку Ведьма на высоте 135 м над уровнем моря сразу за деревней Тяжино Глушковского района Курской области.